# Räntabilitet på eget kapital
Räntabilitet på eget kapital (REK) är ett nyckeltal för aktiebolag som mäter avkastningen i procent på det kapital som ägarna satsat i bolaget. Både räntabilitet före skatt och räntabilitet efter skatt förekommer som mått.
REK mäter ett företags effektivitet att generera vinster från sina nettotillgångar (tillgångar minus skulder), och visar hur väl ett företag använder investerat kapital.
Räntabilitet på eget kapital före skatt = Resultat efter finansiella poster / Justerat eget kapital
Räntabilitet på eget kapital efter skatt = Resultat efter finansiella poster * (1-skatt) / Justerat eget kapital